# 파리엔테스 아 라 푸에르사
《파리엔테스 아 라 푸에르사》(스페인어: Parientes a la fuerza)은 2021년부터 2022년까지 방영된 미국의 텔레노벨라이다.